# راندال ماثيوز بردون
راندال ماثيوز بردون (بالإنجليزية: Randal Mathews Burdon)‏ هو فلاح ومؤرخ نيوزيلندي، ولد في 4 أغسطس 1896، وتوفي في 29 نوفمبر 1965 في ويلينغتون في نيوزيلندا.